# 梁行仪
梁行仪（602年—661年5月8日），字后己，天水郡上邽县（今甘肃省天水市秦州区）人，唐朝官员。

## 生平
梁行仪历任通州录事、荣州司功、沧州司法，被选拔担任监察御史，很快转任殿中侍御史，升任侍御史。不久梁行仪升任太子舍人，转任尚书吏部员外郎，升任户部郎中，又出任给事中。不久梁行仪出任朝散大夫、中书舍人。显庆五年（660年），梁行仪又出任神丘道行军大总管苏定方的长史，征讨百济。征伐中，梁行仪为主帅苏定方运筹帷幄、出谋划策。大军返回唐朝之后，梁行仪加勋上柱国，封上邽县开国子。因军中巨务缠身劳累过度，梁行仪在往返路途中染病。龙朔元年四月五日（661年5月8日），梁行仪在洛阳温柔坊住宅中去世，虚岁六十。唐高宗诏令加以褒赐，以 “朝服葬” 的方式予以厚葬，陪葬班剑剑首、组玉佩等各类高规格器物，又赠予中大夫、吏部侍郎。同年十月廿三日（661年11月20日），梁行仪归葬于雍州万年县义善乡家族旧墓。

## 墓地与墓志
2004年10月至2005年10月，陕西省考古研究所对包茂高速（G65）西安至柞水高速公路建设区域内勘探发现的古墓葬进行了考古发掘，此次考古发掘还在西安市长安区境内路段发现汉、唐墓葬20余座，其中唐中书舍人赠吏部侍郎上柱国、上邽县开国子梁行仪与夫人薛氏合葬墓（2004XZGM7）的发掘工作自2004年10月26日开始，至11月21日结束。唐梁行仪夫妇墓位于西安市长安区韦曲街道新寨村西北，唐长安城遗址东南约7千米，隋唐时代称“少陵原”。该墓曾遭多次盗扰，共计出土随葬器物108件（组），种类有陶人俑、陶动物俑、铜器、玉佩、青石墓志等。梁行仪墓志为正方形。志盖盝顶，长50厘米，宽50厘米，厚11厘米。顶面划方界格，阳刻篆书“大唐故中书舍人赠吏部侍郎梁公墓志”，4行，行4字。四刹减地线刻四神，衬以远山和流云，四侧线刻忍冬。志石长50.5厘米，宽50.5厘米，厚9厘米，划细线棋格，阴刻正书34行，满行35字，共计1156字。四侧减地线刻壸门十二生肖，动物形态，衬以远山、树木和流云。武周梁行仪妻薛氏墓志，正方形。志盖盝顶，由左上至右下裂为两段，长53厘米，宽52厘米，厚8.5厘米，顶面阴刻篆书“大周故薛夫人墓志铭”，3行，每行3字。“夫人”二字由“府君”二字改刻。四刹减地线刻花卉，四侧线刻水波纹。志石长55.8厘米，宽52厘米，厚8厘米，划细线棋格，阴刻正书27行，满行27字，共计702字。

## 其他
陕西师范大学历史文化学院教授拜根兴指出，历任太宗、高宗二朝的梁行仪不仅为官清廉，且文武兼备，在征伐百济之战中担任神丘道行军大总管长史一职，为实现唐王朝的战略目标立下了汗马功劳。因此，在梁行仪病亡之后，唐高宗哀伤不已，“有诏嗟伤，特加褒赐”，命朝廷有关部门予以风光厚葬。然而需要思考的是，为何这样一位备受高宗重视的重要臣僚，却在现存《旧唐书》《新唐书》，乃至《资治通鉴》中没有丝毫记载？ 而且，与梁行仪共同出征百济并被镌刻于《大唐平百济国碑铭》之上的其他将领，在现存史书中的记载亦甚少，这一现象背后的原因是什么？ 拜根兴认为，从龙朔元年至咸亨年间，朝中经历了由许敬宗、李义府一派掌权到刘仁轨一派掌权的转变。在此情况下，当刘仁轨一派粉墨登场之后，便开始对许、李一派的官员，或者和许、李保持一定关系的官员进行清洗报复。相关史籍在大幅度删改与许敬宗、李义府和苏定方等人相关事迹的同时，甚至波及梁行仪及其他随从苏定方出征朝鲜半岛相关人物，从而使这位深受唐高宗器重、文武双全的良臣在国史中没有留下只言片语的记载，进而为此后修撰《旧唐书》《新唐书》造成困难。《武周梁行仪妻薛氏墓志》，其行文不仅没有记载子女的官职，甚至“连几个儿子的名字都没有罗列”。这一情况虽与唐前期女性墓志书写体例相关，但也在一定程度上反映了自刘仁轨掌权后，梁行仪家族遭受打压并逐渐没落的现实情况。

## 家庭

### 曾祖
- 梁洪雅，北魏给事中、左中郎将、平西将军、东秦州刺史、度支尚书[2]

### 祖父
- 梁子寔，北齐员外散骑侍郎、镇远将军、陈留郡太守、兖州刺史[2]

### 父亲
- 梁德高，隋朝左宗卫率府录事参军事、左监门府长史[2]

### 夫人
- 河东薛氏，北齐太子舍人、光禄丞、冀州长史薛安曾孙女，隋朝司农丞、齐州司马、邢州长史薛毅孙女，唐朝泸州绵水县徐州彭城县二县令薛绣之女，仪凤贰年叁月伍日（677年4月12日）因病在家中去世，虚岁六十七，权葬于城南少陵原，武周神功元年闰拾月拾日（697年11月29日）合葬于梁行仪旧墓[2]